# Lycodon rosozonatus
Espèce
Synonymes
- Coronella striata Hallowell, 1856
- Dinodon rufozonatus formosana Boettger, 1885
- Dinodon rosozonatum Hu & Zhao in Zhao, 1856

Statut de conservation UICN

 DD  : Données insuffisantes
Lycodon rosozonatus est une espèce de serpents de la famille des Colubridae.

## Répartition
Cette espèce se rencontre entre 80 et 580 m d'altitude :
- en République populaire de Chine sur l'île de Hainan ;
- en Russie dans le kraï du Primorie ;
- au Viêt Nam.

## Publication originale
- Zhao, 1972 : Key to Chinese snakes. Materials for Herpetological Research, Chengdu, vol. 1. (zh)